# Macedonio Alonso
Macedonio Alonso är en ort i Mexiko.   Den ligger i kommunen Coahuitlán och delstaten Veracruz, i den sydöstra delen av landet, 180 km nordost om huvudstaden Mexico City. Macedonio Alonso ligger 176 meter över havet och antalet invånare är 1 840.
Terrängen runt Macedonio Alonso är huvudsakligen kuperad. Macedonio Alonso ligger nere i en dal. Runt Macedonio Alonso är det tätbefolkat, med 266 invånare per kvadratkilometer. Närmaste större samhälle är Coyutla, 4,6 km sydost om Macedonio Alonso. Omgivningarna runt Macedonio Alonso är en mosaik av jordbruksmark och naturlig växtlighet.